# Stenus scabriculus
Stenus scabriculus är en skalbaggsart som beskrevs av J. Sahlberg 1876. Stenus scabriculus ingår i släktet Stenus, och familjen kortvingar. Arten är reproducerande i Sverige.